# オルシノール
オルシノール(Orcinol)は、多くの地衣類によって生成される天然のフェノール化合物である。オルセイン染料の合成や、Bial's testのようないくつかのペントースの検出法に用いられる。